# Lachaise
Pour les articles homonymes, voir Lachaise (homonymie).
Lachaise est une commune du Sud-Ouest de la France située dans le département de la Charente, en région Nouvelle-Aquitaine.

## Géographie

### Localisation et accès
Lachaise est une commune de l'ouest du département de la Charente limitrophe avec la Charente-Maritime située à 9 km au nord-ouest de Barbezieux et 33 km au sud-ouest d'Angoulême.
Le bourg est aussi situé 5 km à l'est d'Archiac, 10 km au sud de Segonzac et 20 km au sud de Cognac.
Lachaise est située près de la D 699 entre Châteauneuf et Archiac, route d'Angoulême à Jonzac, qui passe en limite nord de commune. Le bourg est desservi par la D 38 qui, en longeant la vallée du Né, va vers Barbezieux au sud et Cognac au nord.

### Hameaux et lieux-dits
Comme dans de nombreuses communes charentaises, Lachaise possède un habitat dispersé et compte de nombreux hameaux et fermes.
Le bourg, au bord du Né, comprend l'église, la salle des fêtes ainsi que la mairie. On trouve aussi chez Massias au sud, chez Soulice, chez Mars, chez Bouchard, la Cornière, chez Denis, etc..

### Communes limitrophes
| Saint-Palais-du-Né               | Criteuil-la-Magdeleine |                   |
|                                  | Lachaise               | Lagarde-sur-le-Né |
| Saint-Eugène (Charente-Maritime) |                        | Barret            |

### Géologie et relief
La commune est occupée par le Campanien (Crétacé supérieur), calcaire crayeux, qui occupe une grande partie du Sud Charente et du Cognaçais et a donné son nom à la Champagne charentaise. La vallée du Né est occupée par des alluvions récentes du Quaternaire, accumulées en terrasse sur sa rive sud et sur laquelle le bourg est édifié,,.
Le relief de la commune est celui d'une plaine d'une altitude moyenne de 50 m descendant vers la vallée du Né qui occupe le nord-est de la commune. Le point culminant est à une altitude de 67 m, situé sur la limite sud-ouest (route de Barbezieux à Cognac qui fait la limite de département). Le point le plus bas est à 27 m, situé le long du Né en limite nord à Pladuc. Le bourg est à 35 m d'altitude.

### Hydrographie

#### Réseau hydrographique

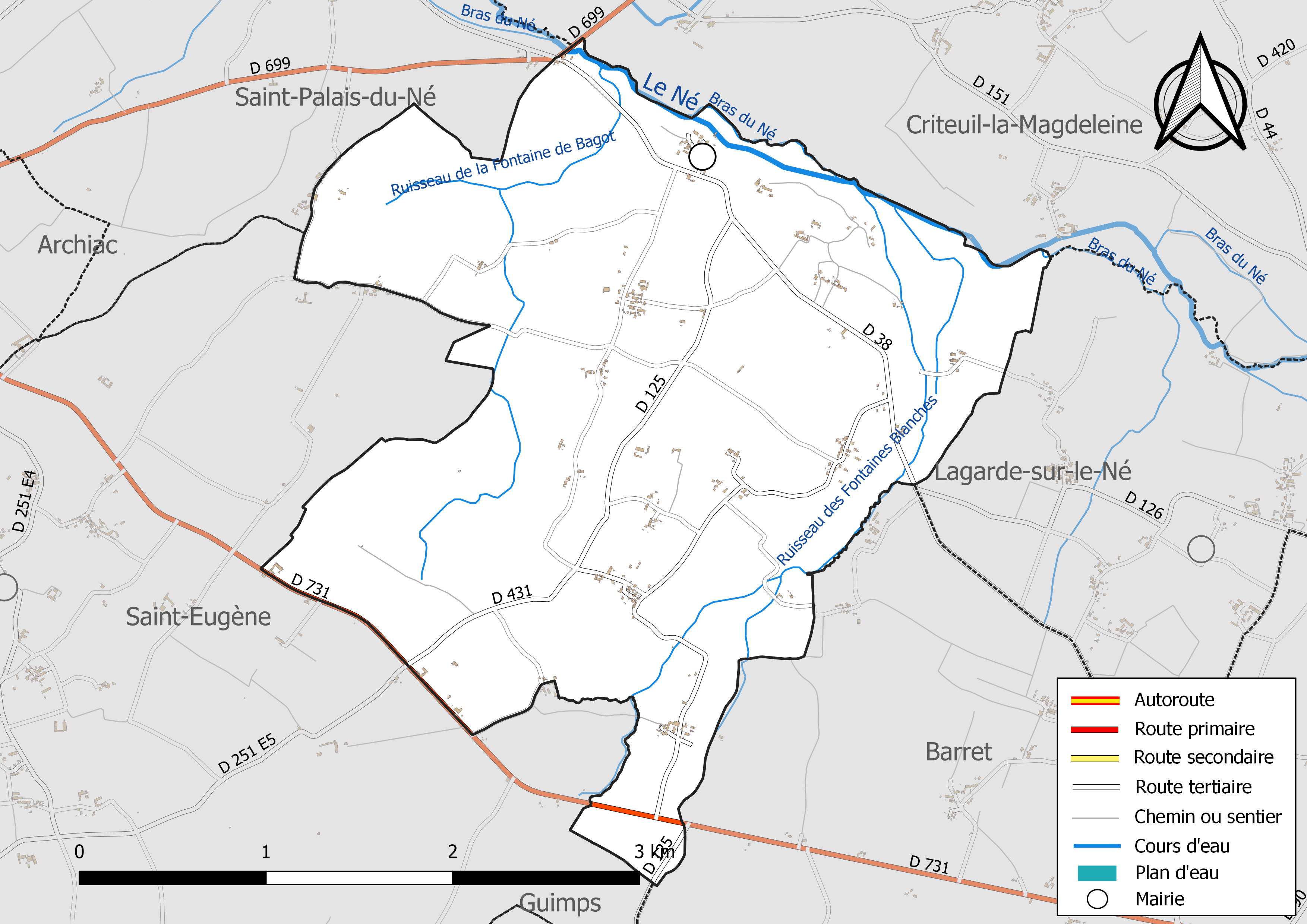
Réseaux hydrographique et routier de Lachaise.

La commune est située dans le bassin versant de la Charente au sein  du Bassin Adour-Garonne. Elle est drainée par le Né, le ruisseau de la Fontaine de Bagot, le ruisseau des Fontaines Blanches et par divers petits cours d'eau, qui constituent un réseau hydrographique de 13 km de longueur totale,.
Le Né, affluent de la Charente, borde la commune au nord-est.
Il reçoit deux petits affluents qui traversent la commune : le ruisseau de la Fontaine de Bagot à l'ouest, et le ruisseau des Fontaines Blanches à l'est.

#### Gestion des eaux
Le territoire communal est couvert par le schéma d'aménagement et de gestion des eaux (SAGE) « Charente ». Ce document de planification, dont le territoire correspond au bassin de la Charente, d'une superficie de 9 300 km2, a été approuvé le 19 novembre 2019. La structure porteuse de l'élaboration et de la mise en œuvre est l'établissement public territorial de bassin Charente. Il définit sur son territoire les objectifs généraux d’utilisation, de mise en valeur et de protection quantitative et qualitative des ressources en eau superficielle et souterraine, en respect des objectifs de qualité définis dans le troisième SDAGE  du Bassin Adour-Garonne qui couvre la période 2022-2027, approuvé le 10 mars 2022.

### Climat
Comme dans les trois quarts sud et ouest du département, le climat est océanique aquitain.

## Urbanisme

### Typologie
Au 1er janvier 2024, Lachaise est catégorisée commune rurale à habitat très dispersé, selon la nouvelle grille communale de densité à 7 niveaux définie par l'Insee en 2022.
Elle est située hors unité urbaine. Par ailleurs la commune fait partie de l'aire d'attraction de Barbezieux-Saint-Hilaire, dont elle est une commune de la couronne,. Cette aire, qui regroupe 25 communes, est catégorisée dans les aires de moins de 50 000 habitants,.

### Occupation des sols
L'occupation des sols de la commune, telle qu'elle ressort de la base de données européenne d’occupation biophysique des sols Corine Land Cover (CLC), est marquée par l'importance des territoires agricoles (97,2 % en 2018), une proportion sensiblement équivalente à celle de 1990 (96,9 %). La répartition détaillée en 2018 est la suivante : 
terres arables (61 %), zones agricoles hétérogènes (25,4 %), cultures permanentes (10,8 %), forêts (2,8 %). L'évolution de l’occupation des sols de la commune et de ses infrastructures peut être observée sur les différentes représentations cartographiques du territoire : la carte de Cassini (XVIIIe siècle), la carte d'état-major (1820-1866) et les cartes ou photos aériennes de l'IGN pour la période actuelle (1950 à aujourd'hui).

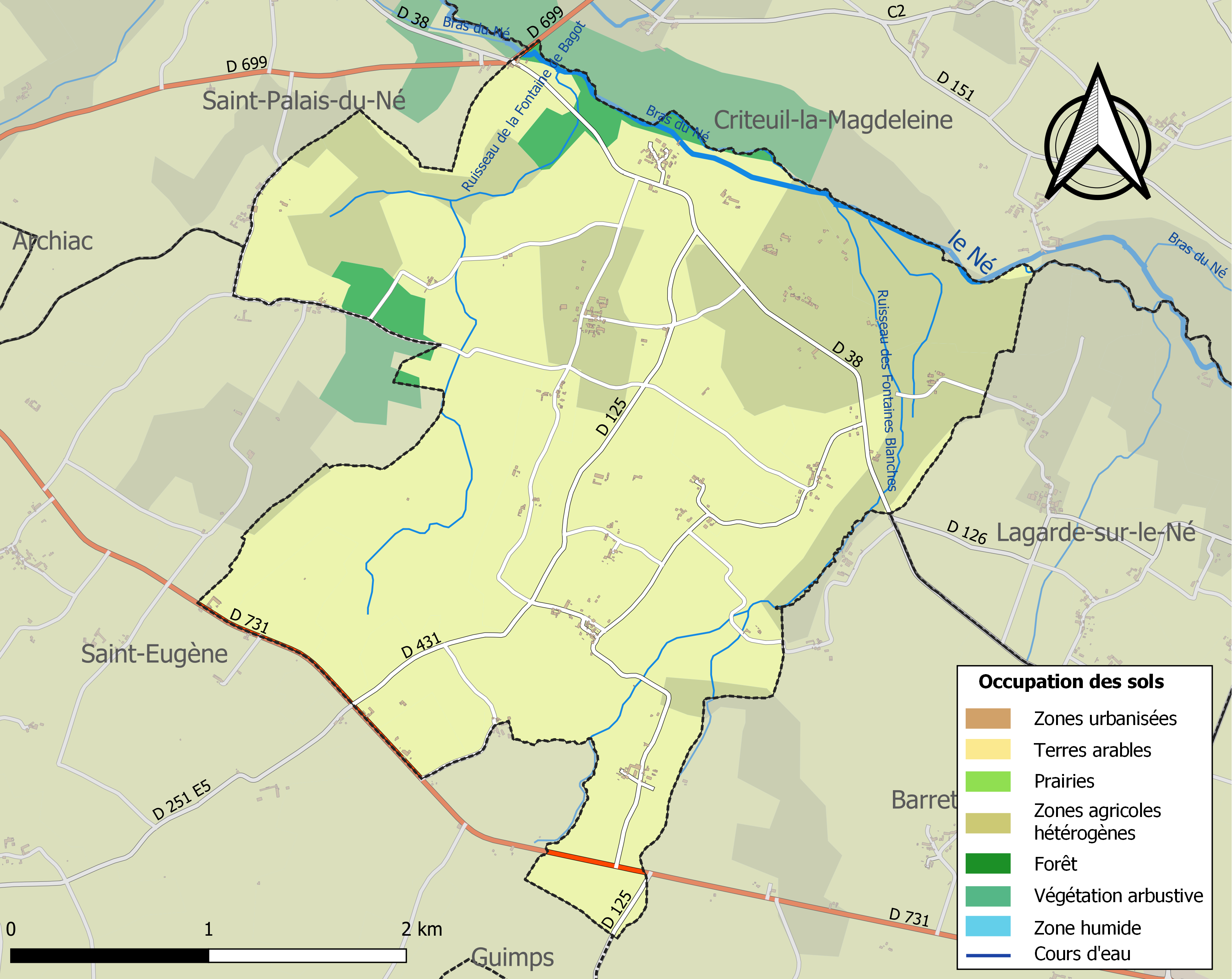
Carte des infrastructures et de l'occupation des sols de la commune en 2018 (CLC).

### Risques majeurs
Le territoire de la commune de Lachaise est vulnérable à différents aléas naturels : météorologiques (tempête, orage, neige, grand froid, canicule ou sécheresse) et séisme (sismicité faible). Il est également exposé à un risque technologique, le transport de matières dangereuses. Un site publié par le BRGM permet d'évaluer simplement et rapidement les risques d'un bien localisé soit par son adresse soit par le numéro de sa parcelle.

#### Risques naturels

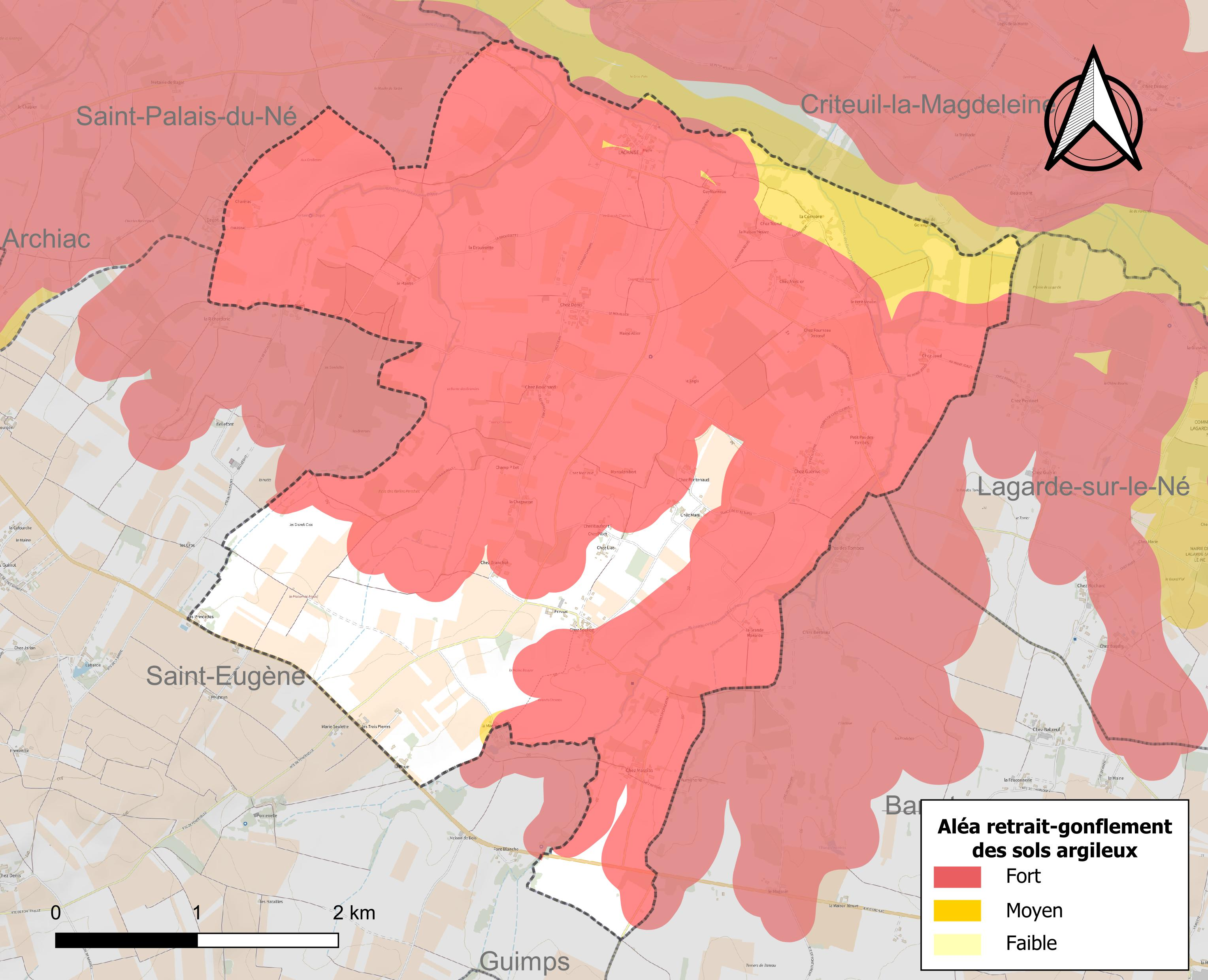
Carte des zones d'aléa retrait-gonflement des sols argileux de Lachaise.

Le retrait-gonflement des sols argileux est susceptible d'engendrer des dommages importants aux bâtiments en cas d’alternance de périodes de sécheresse et de pluie. 82,5 % de la superficie communale est en aléa moyen ou fort (67,4 % au niveau départemental et 48,5 % au niveau national). Sur les 172 bâtiments dénombrés sur la commune en 2019, 140 sont en aléa moyen ou fort, soit 81 %, à comparer aux 81 % au niveau départemental et 54 % au niveau national. Une cartographie de l'exposition du territoire national au retrait gonflement des sols argileux est disponible sur le site du BRGM,.
Par ailleurs, afin de mieux appréhender le risque d’affaissement de terrain, l'inventaire national des cavités souterraines permet de localiser celles situées sur la commune.
La commune a été reconnue en état de catastrophe naturelle au titre des dommages causés par les inondations et coulées de boue survenues en 1982 et 1999. Concernant les mouvements de terrains, la commune a été reconnue en état de catastrophe naturelle au titre des dommages causés par des mouvements de terrain en 1999.

#### Risques technologiques
Le risque de transport de matières dangereuses sur la commune est lié à sa traversée par une ou des infrastructures routières ou ferroviaires importantes ou la présence d'une canalisation de transport d'hydrocarbures. Un accident se produisant sur de telles infrastructures est susceptible d’avoir des effets graves sur les biens, les personnes ou l'environnement, selon la nature du matériau transporté. Des dispositions d’urbanisme peuvent être préconisées en conséquence.

## Toponymie
Les formes anciennes sont La Chesa en 1127, Chesa en 1239 (prope Chesam).
L'origine du nom de Lachaise remonte au latin casa signifiant « maison rurale », l'habitation du tenancier qui exploite pour le maître une partie de la villa. Casa s'oppose à sale, la maison du maître,.

## Histoire
Des vestiges de murs et des tegulae ont été trouvés à Bagot, non loin d'une voie ancienne traversant le Né à Pladuc nord-sud et la voie romaine Saintes-Pons-Coutras est-ouest qui passe quatre kilomètres au sud, ainsi que chez Denis.
Le château fort est mentionné en 1176 et pris par Richard Cœur de Lion en 1194.
Le prieuré était une vicairie perpétuelle unie à l'abbaye de Baignes. Elle est devenue une cure à la suppression du prieuré.
Les plus anciens registres paroissiaux remontent à 1677.

## Administration
| Période                                  | Période  | Identité           | Étiquette | Qualité        |
| ---------------------------------------- | -------- | ------------------ | --------- | -------------- |
| 2001                                     | 2014     | Dominique Lefoulon | SE        | Cadre bancaire |
| 2014                                     | En cours | Pascal Bonnaud     |           |                |
| Les données manquantes sont à compléter. |          |                    |           |                |

## Démographie

### Évolution démographique
L'évolution du nombre d'habitants est connue à travers les recensements de la population effectués dans la commune depuis 1793. Pour les communes de moins de 10 000 habitants, une enquête de recensement portant sur toute la population est réalisée tous les cinq ans, les populations de référence des années intermédiaires étant quant à elles estimées par interpolation ou extrapolation. Pour la commune, le premier recensement exhaustif entrant dans le cadre du nouveau dispositif a été réalisé en 2008.

En 2022, la commune comptait 306 habitants, en évolution de −7,27 % par rapport à 2016 (Charente : −0,48 %, France hors Mayotte : +2,11 %).
| 1793 | 1800 | 1806 | 1821 | 1831 | 1841 | 1846 | 1851 | 1856 |
| ---- | ---- | ---- | ---- | ---- | ---- | ---- | ---- | ---- |
| 727  | 607  | 670  | 729  | 743  | 706  | 712  | 668  | 685  |

| 1861  | 1866 | 1872 | 1876 | 1881 | 1886 | 1891 | 1896 | 1901 |
| ----- | ---- | ---- | ---- | ---- | ---- | ---- | ---- | ---- |
| 1 014 | 663  | 604  | 609  | 553  | 504  | 508  | 478  | 504  |

| 1906 | 1911 | 1921 | 1926 | 1931 | 1936 | 1946 | 1954 | 1962 |
| ---- | ---- | ---- | ---- | ---- | ---- | ---- | ---- | ---- |
| 447  | 426  | 372  | 363  | 347  | 336  | 327  | 328  | 288  |

| 1968 | 1975 | 1982 | 1990 | 1999 | 2006 | 2008 | 2013 | 2018 |
| ---- | ---- | ---- | ---- | ---- | ---- | ---- | ---- | ---- |
| 281  | 266  | 281  | 275  | 288  | 285  | 285  | 336  | 307  |

| 2022 | - | - | - | - | - | - | - | - |
| ---- | - | - | - | - | - | - | - | - |
| 306  | - | - | - | - | - | - | - | - |

### Pyramide des âges
La population de la commune est relativement âgée.
En 2018, le taux de personnes d'un âge inférieur à 30 ans s'élève à 28,3 %, soit en dessous de la moyenne départementale (30,2 %). À l'inverse, le taux de personnes d'âge supérieur à 60 ans est de 31,6 % la même année, alors qu'il est de 32,3 % au niveau départemental.
En 2018, la commune comptait 155 hommes pour 152 femmes, soit un taux de 50,49 % d'hommes, largement supérieur au taux départemental (48,41 %).
Les pyramides des âges de la commune et du département s'établissent comme suit.
| Hommes | Classe d’âge | Femmes |
| ------ | ------------ | ------ |
| 0,6    | 90 ou +      | 1,3    |
| 9,7    | 75-89 ans    | 11,2   |
| 18,1   | 60-74 ans    | 22,4   |
| 24,5   | 45-59 ans    | 21,7   |
| 14,2   | 30-44 ans    | 19,7   |
| 16,8   | 15-29 ans    | 9,2    |
| 16,1   | 0-14 ans     | 14,5   |

| Hommes | Classe d’âge | Femmes |
| ------ | ------------ | ------ |
| 1      | 90 ou +      | 2,7    |
| 9,2    | 75-89 ans    | 12     |
| 20,6   | 60-74 ans    | 21,3   |
| 20,7   | 45-59 ans    | 20,3   |
| 16,8   | 30-44 ans    | 16     |
| 15,6   | 15-29 ans    | 13,4   |
| 16,1   | 0-14 ans     | 14,3   |

### Remarque
Le nombre d'habitants en 1861 dans l'évolution démographique ci-dessus est peut-être une erreur.

## Économie
La viticulture est une activité importante de Lachaise, qui est située en Petite Champagne, dans la zone d'appellation d'origine contrôlée du cognac.
Certains producteurs vendent cognac, pineau des Charentes et vin de pays à la propriété.

## Équipements, services et vie locale

### Enseignement
L'école est un regroupement pédagogique intercommunal entre Barret et Lachaise. Barret accueille l'école primaire, et Lachaise l'école élémentaire. L'école André-Clerjaud de Lachaise comporte une seule classe. Le secteur du collège est Barbezieux.

## Lieux et monuments

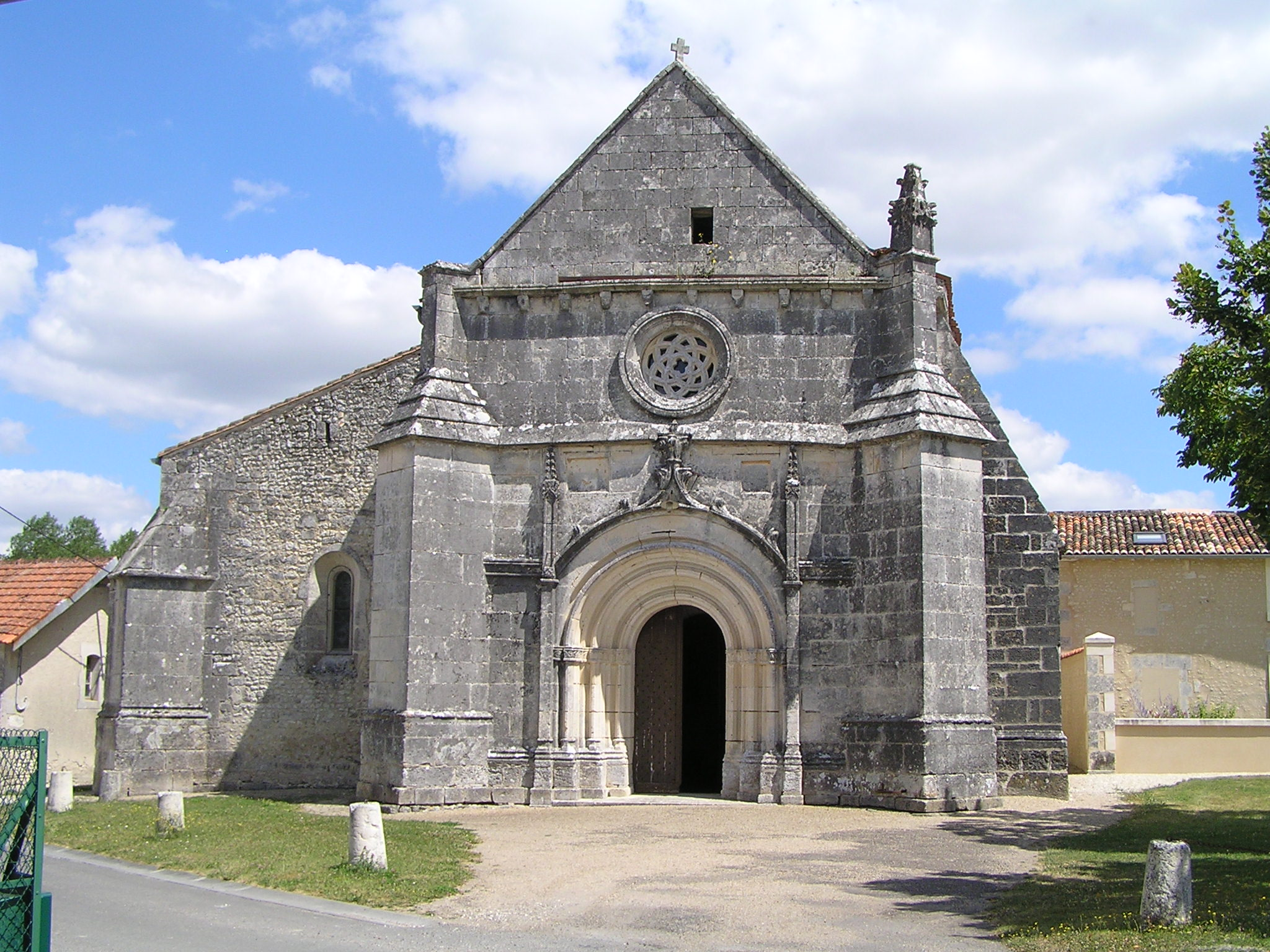
L'église Saint-Vivien.

Le prieuré-cure est le prieuré des Bénédictins Saint-Vivien construit à la fin du XIIe siècle qui dépendait de l'abbaye de Baignes. Elle a été remaniée au XVe siècle avec ajout d'une chapelle au nord et modifications de la façade et du chœur puis au XIXe siècle. C'est devenu l'église paroissiale Saint-Vivien.	
Deux moulins datent du début du XIXe siècle.
Sur le site du château fort disparu a été construit un château néo-gothique.

### Galerie

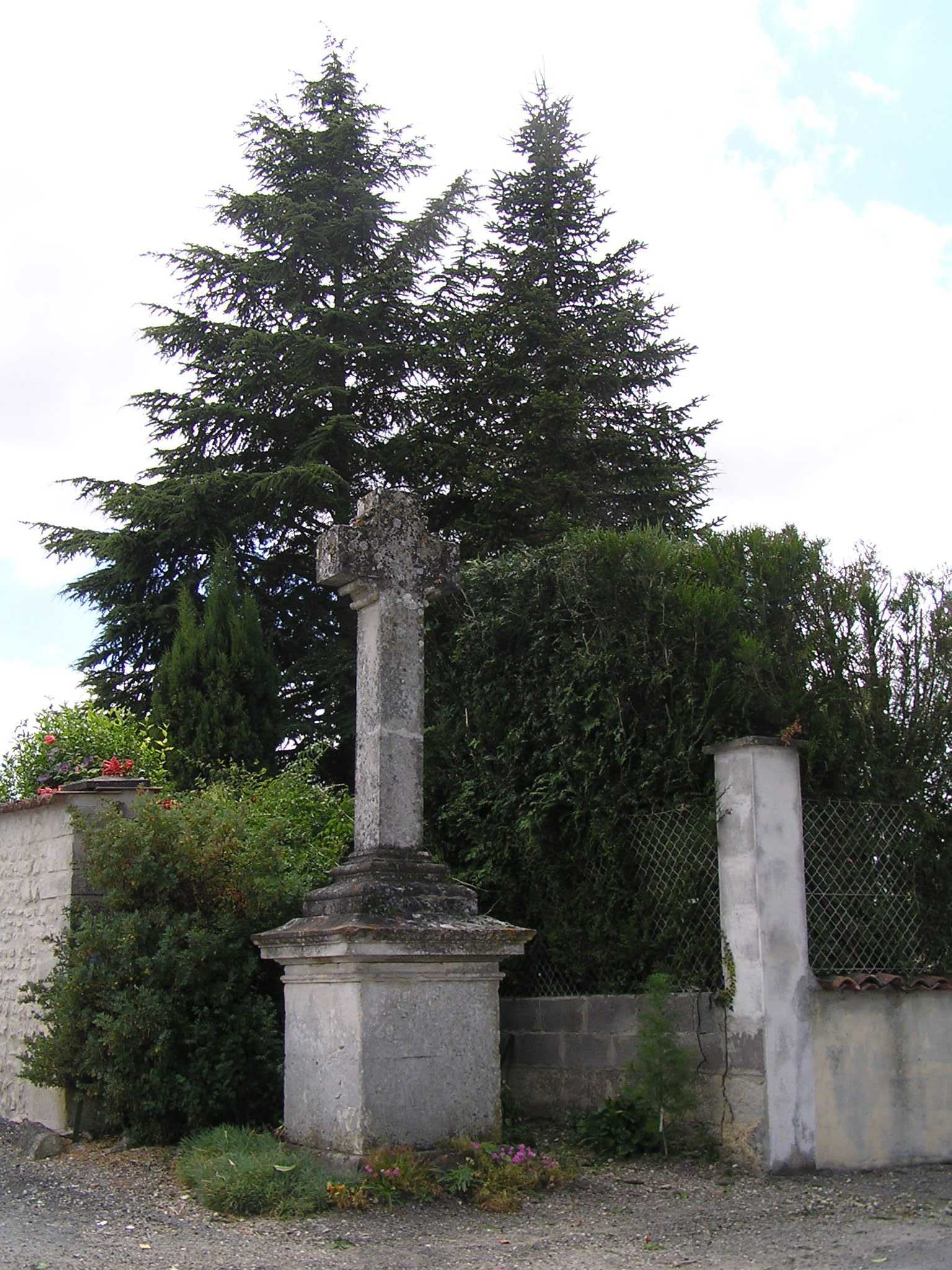
Croix
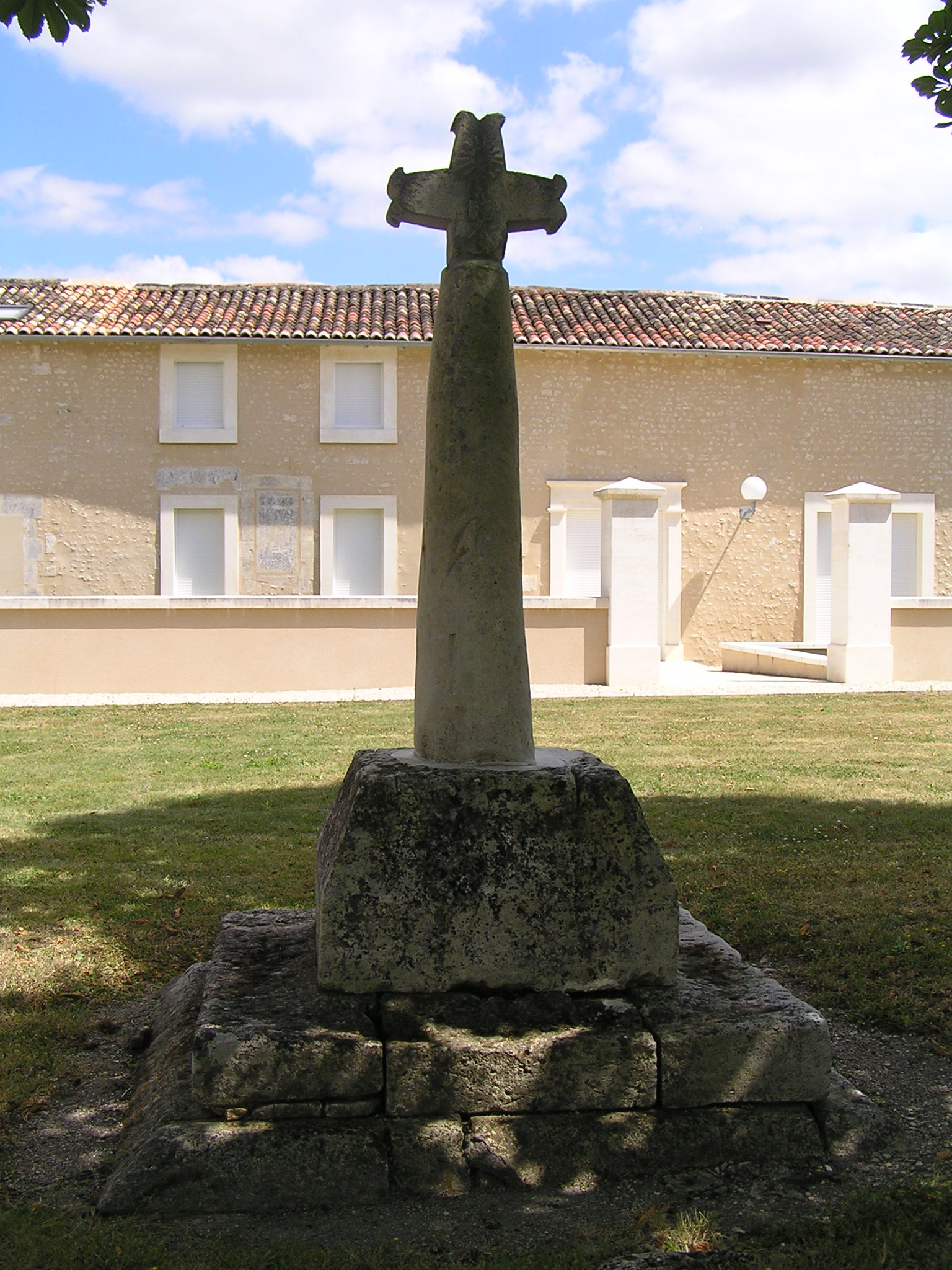
Autre croix
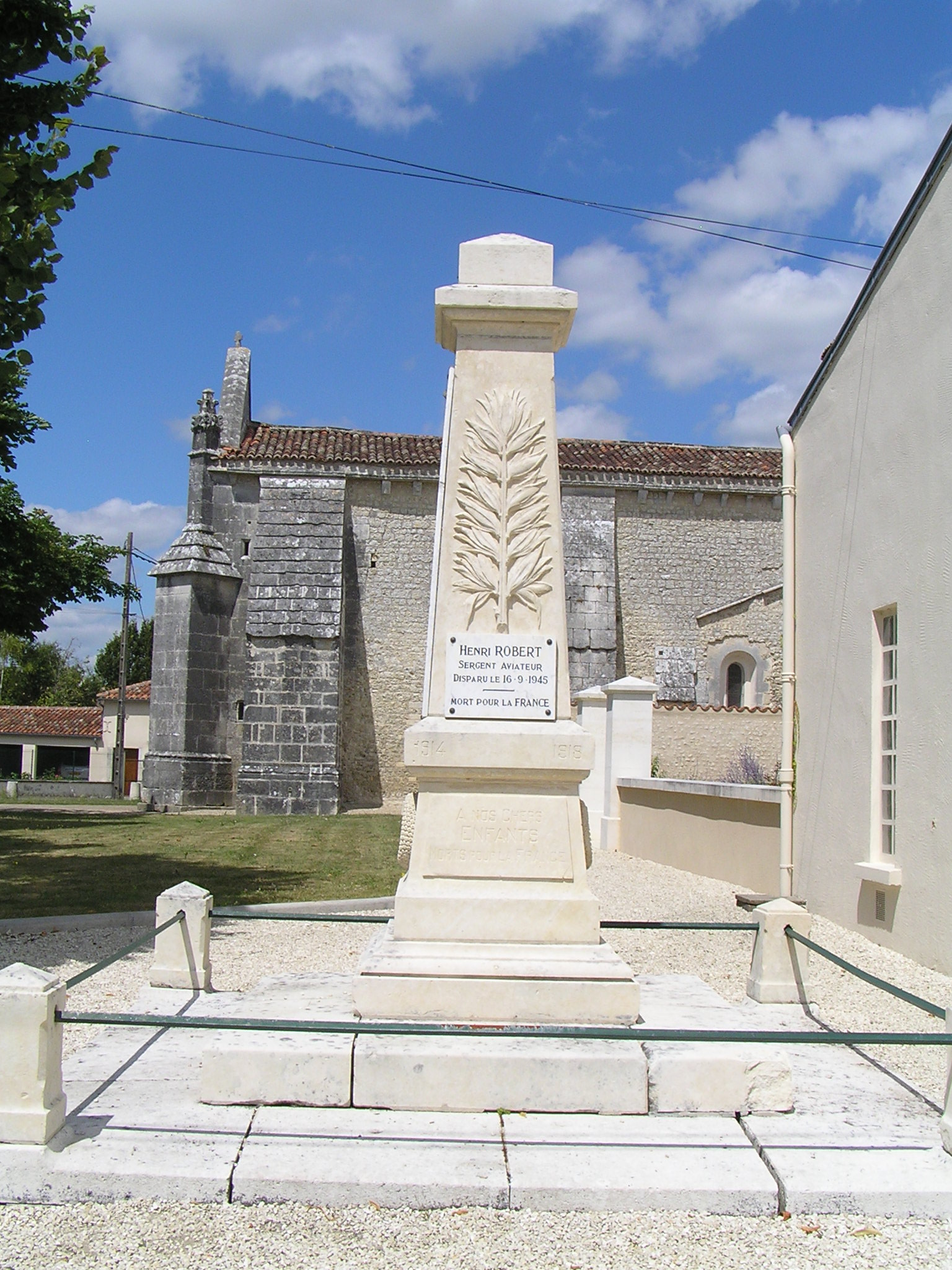
Monument aux morts
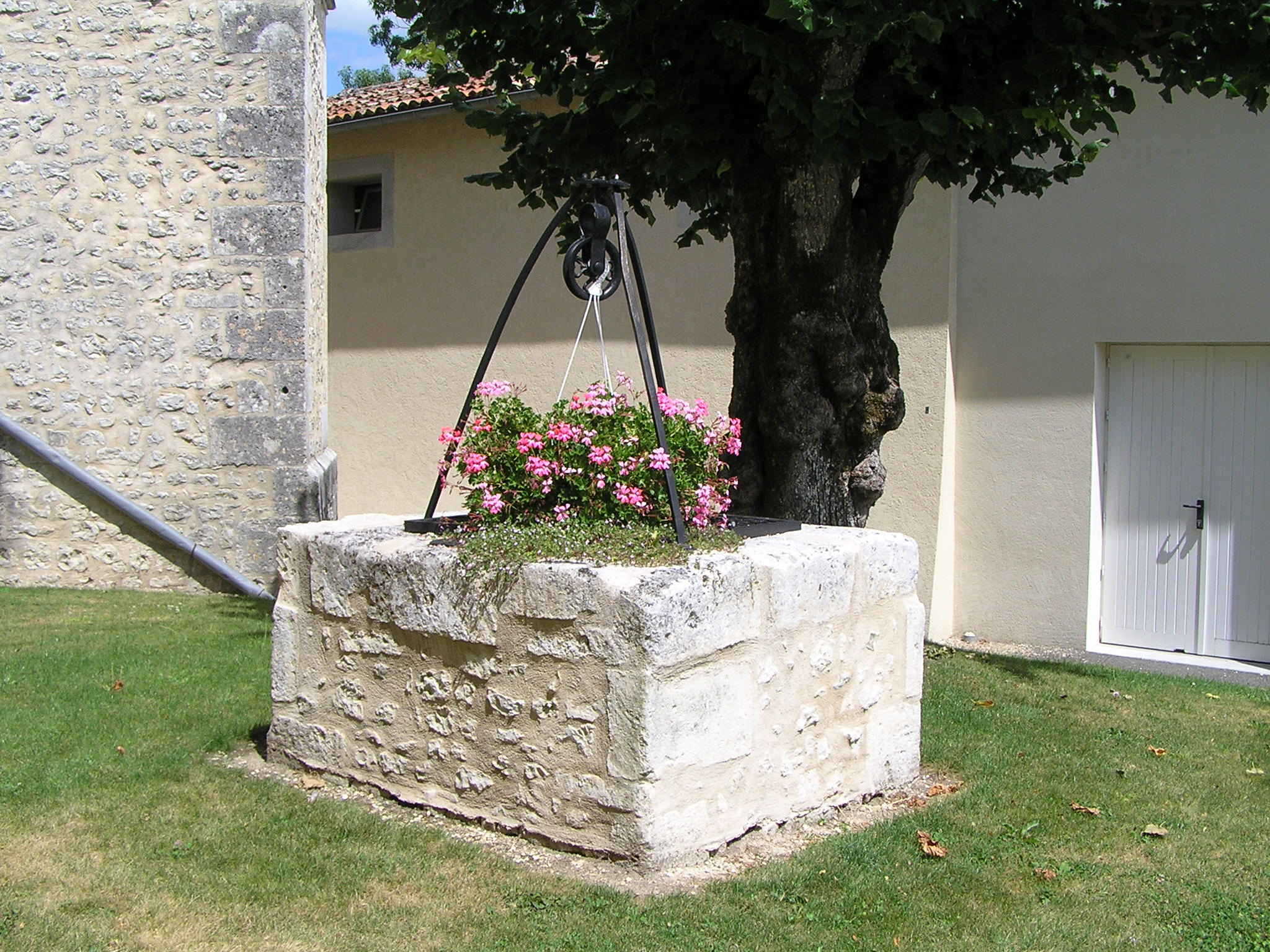
Puits.

## Personnalités liées à la commune
- Félix Gaillard, président du conseil de la Quatrième République, est enterré dans le cimetière de Lachaise.